# 朗德雷斯
朗德雷斯（法語：Landresse，法語發音：[lɑ̃dʁɛs]）是法国杜省的一个市镇，位于该省中部，属于蓬塔利耶区。

## 地理
朗德雷斯（47°15'26"N, 6°28'10"E）面积14.43 平方千米，位于法国勃艮第-弗朗什-孔泰大區杜省，该省份为法国东部内陆省份，北起上索恩省，西接汝拉省，东部及东南部与瑞士接壤，东北部与贝尔福地区省接壤。
与朗德雷斯接壤的市镇（或旧市镇、城区）包括：乌旺、桑塞、韦勒罗莱韦尔塞勒、维莱拉孔布、热尔梅方丹、拉维龙。

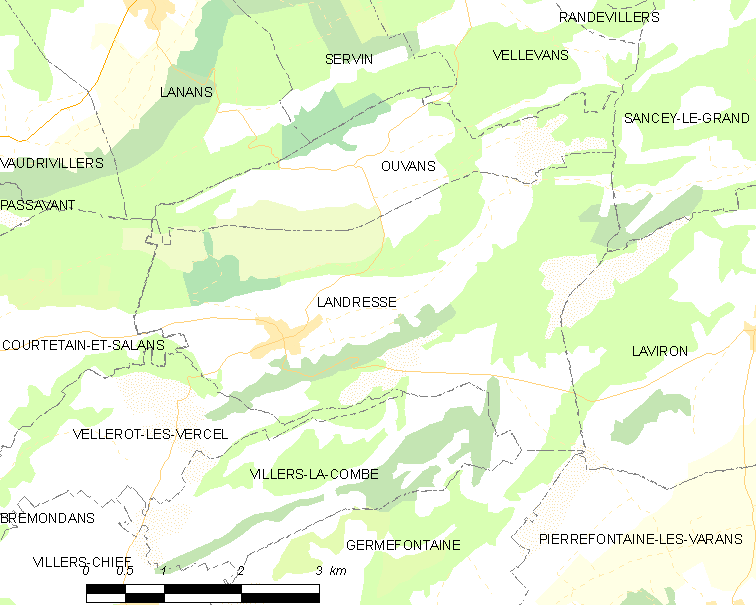
朗德雷斯的OSM定位图

朗德雷斯的时区为UTC+01:00、UTC+02:00（夏令时）。

## 行政
朗德雷斯的邮政编码为25530，INSEE市镇编码为25325。

## 政治
朗德雷斯所属的省级选区为瓦尔达翁县。

## 人口

1962-2008年间朗德雷斯人口变化图示

朗德雷斯于2022年1月1日时的人口数量为238人。